# رابرت ام. لا فولت، جونیور
رابرت ام. لا فولت، جونیور (به انگلیسی: Robert M. La Follette, Jr.) سناتور سابق عضو حزب جمهوری‌خواه ایالات متحده آمریکا بود. وی در سال ۱۹۲۵ تا ۱۹۳۴ و ۱۹۳۴ تا ۱۹۴۷ میلادی سناتور ایالت ویسکانسین در سنای ایالات متحده آمریکا بود.